# Spiski Mnich
Spiski Mnich (słow. Mačací mních) – wybitna turniczka w południowo-wschodnim żebrze Skrajnej Spiskiej Turniczki – turni kończącej południowo-zachodnią grań Spiskiej Grzędy w słowackiej części Tatr Wysokich. Skrajna Spiska Turniczka leży na północny zachód od Spiskiego Mnicha i jest od niego oddzielona Przełączką za Spiskim Mnichem.
Turnia jest wyłączona z ruchu turystycznego. Jej południowe stoki przekształcają się w skalisto-trawiasty taras zwany Spiską Galerią (Mačacia galéria), kończący się Spiskimi Spadami, opadającymi w kierunku południowym i w swojej wschodniej części stanowiącymi granicę między Pośrednim Spiskim Kotłem i Spiskim Kotłem. Z kolei w zachodniej części Spiskich Spadów, położonej na południe od Spiskiego Mnicha i Spiskiej Galerii, wyróżnia się Spiską Kazalnicę – bulę o płaskim wierzchołku. Dalej na zachód stoki biegną w kierunku Baraniego Ogrodu.
Pierwszego wejścia mogli dokonać 13 sierpnia 1955 r. F. Chytrý i R. Vaníček.